# Salix oropotamica
Salix oropotamica är en videväxtart som beskrevs av S. Brullo, F. Scelsi och G. Spampinato. Salix oropotamica ingår i släktet viden, och familjen videväxter. Inga underarter finns listade i Catalogue of Life.